# Pandémie de Covid-19 à Chypre
La pandémie de Covid-19 à Chypre démarre officiellement le 9 mars 2020. À la date du 5 novembre 2022, le bilan est de 1 200 morts.
Les informations et statistiques du gouvernement de Chypre ne révèlent pas les cas confirmés et les décès à Chypre du Nord.

## Chronologie
- Le 9 mars, Chypre confirme ses premiers cas de coronavirus: un homme de 25 ans habitant à Limassol qui revenait d'Italie et un homme âgé de 64 ans, professionnel de santé de Nicosie qui revenait du Royaume-Uni[2].
- Le 11 mars, le pays confirme quatre nouveaux cas[3].
- Le 12 mars, quatre nouveaux cas sont confirmés : une personne revenant du Royaume-Uni qui a pris contact avec les autorités après le développement de symptômes[4], une personne en provenance d'Italie, un individu présentant des symptômes en provenance de Grèce et une personne asymptomatique de retour d'Allemagne.
- Le 13 mars, le pays confirme onze nouveaux cas.

## Statistiques

Nombre de cas à Chypre depuis le début de l'épidémie.

Nombre de morts à Chypre depuis le début de l'épidémie.